# Sint-Jans-Molenbeek
Molenbeek-Saint-Jean (fr.) ili Sint-Jans-Molenbeek (niz.) je jedna od 19 dvojezičnih općina u Regiji glavnoga grada Bruxellesa u Belgiji.
Graniči s briselskim općinama Anderlecht, Grad Bruxelles, Berchem-Sainte-Agathe, Koekelberg i Jette, te s flandrijskom općinom Dilbeek.

## Povijest
Naziv „Molenbeek“ dolazi od spoja nizozemskih riječi „molen“ (mlin) i „beek“ (potok). U Srednjem vijeku ovo mjesto je privlačila tisuće hodočasnika zbog čudotvornog zdenca sv. Gertrude. Ovo je bio većinom poljoprivredni kraj sve do 18. stoljeća kad započinje industrijska revolucija. U to vrijeme u ovaj kraj dolaze radnici iz cijele Belgije i okolnih zemalja. Danas u ovoj četvrti živi velika muslimanska zajednica sjevernih Afrikanaca.

## Vanjske poveznice
- (fr.) (nizoz.) Službena stranica općine